# Línea 355 (Interurbanos Madrid)
La línea 355 de la red de autobuses interurbanos de Madrid une Fuentidueña de Tajo con Estremera.

## Características
Esta línea presta servicio además a la Urbanización El Ballestar y el Centro Penitenciario Madrid VII, situados entre Fuentidueña de Tajo y Estremera, tardando aproximadamente 45 min entre cabeceras.
La línea mantiene los mismos horarios todo el año (exceptuando las vísperas de festivo y festivos de Navidad).
Está operada por la Empresa Ruiz mediante la concesión administrativa VCM-303 - Madrid –  Barajas de Melo – Villamayor de Santiago (Viajeros Comunidad de Madrid) del Consorcio Regional de Transportes de Madrid.

## Horarios
Los horarios que no sean cabecera son aproximados.
| Lunes a viernes laborables              |                                 |                                 |                                 |                                 |                                 |
| Fuentidueña de Tajo > Estremera         | Fuentidueña de Tajo > Estremera | Fuentidueña de Tajo > Estremera | Estremera > Fuentidueña de Tajo | Estremera > Fuentidueña de Tajo | Estremera > Fuentidueña de Tajo |
| Fuentidueña                             | Madrid VII                      | Estremera                       | Estremera                       | Madrid VII                      | Fuentidueña                     |
|                                         |                                 |                                 | 08:20                           | 08:40                           | 09:05                           |
| 09:25                                   | 09:50                           | 10:10                           | 10:15                           | 10:35                           | 11:00                           |
| 12:15                                   | 12:40                           | 13:00                           | 14:15                           | 14:35                           | 15:00                           |
| 17:15                                   | 17:40                           | 18:00                           | 20:00                           | 20:20                           | 20:45                           |
| Sábados laborables, domingos y festivos |                                 |                                 |                                 |                                 |                                 |
| Fuentidueña de Tajo > Estremera         | Fuentidueña de Tajo > Estremera | Fuentidueña de Tajo > Estremera | Estremera > Fuentidueña de Tajo | Estremera > Fuentidueña de Tajo | Estremera > Fuentidueña de Tajo |
| Fuentidueña                             | Madrid VII                      | Estremera                       | Estremera                       | Madrid VII                      | Fuentidueña                     |
| 09:15                                   | 09:40                           | 10:00                           | 10:15                           | 10:35                           | 11:00                           |
| 13:15                                   | 13:40                           | 14:00                           | 16:20                           | 16:40                           | 17:05                           |
| 17:25                                   | 17:50                           | 18:10                           | 19:30                           | 19:50                           | 20:15                           |

## Recorrido y paradas

### Sentido Estremera
| Código | Parada                                   | Común con    | Municipio           | Zona |
| ------ | ---------------------------------------- | ------------ | ------------------- | ---- |
| 09536  | Av. Elena Soriano - Virgen de Alarilla   | 350B 353     | Fuentidueña de Tajo |      |
| 10341  | Comunidad Madrid - Colonia Tierno Galván | 350B 352 353 | Fuentidueña de Tajo |      |
| 19239  | Ctra. M241 - Urb. Peña Rubia             |              | Estremera           |      |
| 20657  | Urb. El Ballestar - Barajas de Melo      |              | Barajas de Melo     |      |
| 17837  | Centro Penitenciario Madrid VII          |              | Estremera           |      |
| 20657  | Urb. El Ballestar - Barajas de Melo      |              | Barajas de Melo     |      |
| 19240  | Ctra. M241 - Urb. Peña Rubia             |              | Estremera           |      |
| 07286  | Don Manuel Martínez Aedo - Colegio       | 350A 351     | Estremera           |      |

### Sentido Fuentidueña
| Código | Parada                                    | Común con    | Municipio           | Zona |
| ------ | ----------------------------------------- | ------------ | ------------------- | ---- |
| 07286  | Don Manuel Martínez Aedo - Colegio        | 350A 351     | Estremera           |      |
| 10430  | Puerta de Viñas - Av. Comunidad de Madrid | 350A 351     | Estremera           |      |
| 15140  | Pza. Don Juan Carlos I - Ayuntamiento     | 350A 351     | Estremera           |      |
| 19239  | Ctra. M241 - Urb. Peña Rubia              |              | Estremera           |      |
| 20657  | Urb. El Ballestar - Barajas de Melo       |              | Barajas de Melo     |      |
| 17837  | Centro Penitenciario Madrid VII           |              | Estremera           |      |
| 20657  | Urb. El Ballestar - Barajas de Melo       |              | Barajas de Melo     |      |
| 19240  | Ctra. M241 - Urb. Peña Rubia              |              | Estremera           |      |
| 16278  | Comunidad Madrid - Colonia Tierno Galván  | 350B 352 353 | Fuentidueña de Tajo |      |
| 16277  | Av. Elena Soriano - Piedra                | 350B 352 353 | Fuentidueña de Tajo |      |